# 小悦悦事件
小悦悦事件發生於2011年10月13日17时25分广东省佛山市南海区大沥镇黄岐广佛五金城，2岁女童王悦（乳名“小悦悦”）（2009年6月8日—2011年10月21日）在阴雨天黑夜独自跑出家门百米外后，先后被两辆汽车撞伤倒地，最初路过的18名行人未及时施救，惟第19名路人陈贤妹（生于1953年，佛山本地人，职业是清洁工）救起王悦，随后被送往广州军区广州总医院急救。第二天，两位肇事司机中的第一位胡某自首。2011年10月21日凌晨零时三十二分，小悦悦在广州军区广州总医院宣告抢救无效离世。这次事件引来了国内外舆论对中国国民素质现状的质疑。

## 事情简述
第一辆客货车撞倒女童，前轮碾压过胸腔和臉頰，司机稍作停留后，后轮继续碾压胸膛，随后離去。其後3名路人途經事發現場，均沒有人救助受傷倒地的女童，随后有另一輛小貨車駛過，再次輾壓女童双腿。18名路人沒有伸出援手，而后来一名生於1953年的清洁工人陈贤妹將女童抱起到路邊，之後母親曲菲菲出現，迅速一只手扶裙子，另一只手單手拎起女童，將其抱走。 
2011年10月21日0时32分，广州军区广州总医院医院传来消息，佛山被碾压女童小悦悦死於腦後撞擊傷，发布会于10月21日8:30在医院举行。

## 判决
2012年12月20日，广东“小悦悦事件”肇事司机过失致人死亡一案已经由佛山中院终审判决，肇事司机胡某最终获刑两年六个月，比一审判决少了一年。
二审时胡某的罪名依然是过失致人死亡罪。不过，二审法院认为，一审判决后，胡某与其他相关当事人就民事赔偿问题与小悦悦的父母达成调解协议，赔偿了小悦悦的父母30万零3千元，小悦悦的父母对胡某表示谅解。
二审法院认为，据此，可以酌情减轻胡某的刑事责任。

## 媒体与公众
事发地点“广佛五金城”是一个小商品交易市场，通常商业区的车流量大且人员复杂，尤其在沿海地区外来人口众多，多数不是土生土长的本地人，没有形成传统的住宅社区，“路人”失去社区参与意识。且许多父母平时忙于工作，疏忽于照顾子女。事发时两岁的王悦，由于父母疏忽照料而在阴雨天的黑夜独自跑到人多杂乱的马路。
CCTV《新闻30分》2011年10月21日的《走基层·百姓心声》栏目播出《抬车救人·該出手时就出手》报道了2011年10月19日江西南昌广场东路，发生的一起类似事件，一名2岁女孩被汽车撞到并被压在车下，周围众多民众携手抬车救人。央视的评论如下“帮助别人的氛围可以激发善举，勇气也可以相互传染，其实，在每个人的心底，善良和勇气都不会缺乏，缺少的可能是自主的萌发，所以，当别人需要帮助时，当我们想解救他人的危难时，不妨振臂一呼，把善举和勇气传染给更多的人。”众多国际媒体大量报道，包括在網上轉載事件發生视频。各方都大力譴責路人的無情和冷血以及對中國经济的迅速發展致使人民道德觀念朝向冷淡而感到擔憂。
2011年10月20日广东省委常委会研究贯彻十七届六中全会精神时，省委书记汪洋：小悦悦事件让人痛彻肝胆，心灵受到巨大冲击。我们不否认这个社会有道德、有良知的人是绝大多数，但这次事件中所表现出的冷漠、折射出的问题带有一定的普遍性，它是我们工作中长期存在问题的反映。我们在消除贫穷追求财富增长的过程中“一手硬”、“一手软”，是导致这种社会冷漠现象的重要原因之一，对此我们有着不可推卸的责任。物质贫乏不是社会主义，精神空虚也不是社会主义，道德堕落更不是社会主义。悲剧的发生反映了长期以来我们在发展方式上存在的弊端。
中国大陆的互联网各界也对女童的死以各种形式表示哀悼。新浪微博发起相关话题，众多新浪微博用户表达哀悼。与此同时，陈贤妹的善心善举感动了无数人，而且陈贤妹坚持说“我只是做了该做的事”。

## 参見
- 南京彭宇案
- 挟尸要价
- 旁觀者效應
- 責任分散
- 姬蒂·吉诺维斯遇害案